# Empire of the Undead
Empire of the Undead jedanaesti je studijski album njemačkog power metal sastava Gamma Ray. Diskografska kuća earMUSIC objavila ga je 28. ožujka 2014. Prvi je album s bubnjarom Michaelom Ehréom.

## Popis pjesama
| 1.    | »Avalon«               | Kai Hansen              | Hansen       | 9:21 |
| 2.    | »Hellbent«             | Hansen                  | Hansen       | 5:22 |
| 3.    | »Pale Rider«           | Hansen                  | Michael Ehré | 4:23 |
| 4.    | »Born to Fly«          | Henjo Richter           | Richter      | 4:31 |
| 5.    | »Master of Confusion«  | Hansen                  | Hansen       | 4:54 |
| 6.    | »Empire of the Undead« | Hansen                  | Hansen       | 4:25 |
| 7.    | »Time for Deliverance« | Dirk Schlächter, Hansen | Schlächter   | 5:10 |
| 8.    | »Demonseed«            | Hansen                  | Schlächter   | 6:38 |
| 9.    | »Seven«                | Hansen                  | Hansen       | 5:07 |
| 10.   | »I Will Return«        | Richter                 | Richter      | 6:55 |
| 56:46 |                        |                         |              |      |

| Bonus pjesma na europskom izdanju | Bonus pjesma na europskom izdanju | Bonus pjesma na europskom izdanju | Bonus pjesma na europskom izdanju | Bonus pjesma na europskom izdanju | Bonus pjesma na europskom izdanju | Bonus pjesma na europskom izdanju | Bonus pjesma na europskom izdanju | Bonus pjesma na europskom izdanju | Bonus pjesma na europskom izdanju |
| Br.                               | Skladba                           | Tekstopisac                       | Skladatelj                        | Trajanje                          |                                   |                                   |                                   |                                   |                                   |
| --------------------------------- | --------------------------------- | --------------------------------- | --------------------------------- | --------------------------------- | --------------------------------- | --------------------------------- | --------------------------------- | --------------------------------- | --------------------------------- |
| 11.                               | »Built a World«                   | Hansen                            | Andy Portmann, Hansen             | 4:23                              |                                   |                                   |                                   |                                   |                                   |
| 61:09                             |                                   |                                   |                                   |                                   |                                   |                                   |                                   |                                   |                                   |

| Bonus pjesma na japanskom izdanju | Bonus pjesma na japanskom izdanju | Bonus pjesma na japanskom izdanju | Bonus pjesma na japanskom izdanju | Bonus pjesma na japanskom izdanju | Bonus pjesma na japanskom izdanju | Bonus pjesma na japanskom izdanju | Bonus pjesma na japanskom izdanju | Bonus pjesma na japanskom izdanju | Bonus pjesma na japanskom izdanju |
| Br.                               | Skladba                           | Tekstopisac                       | Skladatelj                        | Trajanje                          |                                   |                                   |                                   |                                   |                                   |
| --------------------------------- | --------------------------------- | --------------------------------- | --------------------------------- | --------------------------------- | --------------------------------- | --------------------------------- | --------------------------------- | --------------------------------- | --------------------------------- |
| 11.                               | »Someday«                         | Hansen                            | Hansen                            | 3:59                              |                                   |                                   |                                   |                                   |                                   |
| 60:45                             |                                   |                                   |                                   |                                   |                                   |                                   |                                   |                                   |                                   |

## Zasluge
| Gamma Ray - Kai Hansen – gitara, vokal, produkcija, snimanje - Dirk Schlächter – bas-gitara, prateći vokal, produkcija, snimanje - Henjo Richter – gitara, prateći vokal - Michael Ehré – bubnjevi, prateći vokal Dodatni glazbenici - Corvin Bahn – klavijature | Ostalo osoblje - Antje Schröder – naslovnica albuma - Alexander Mertsch – dizajn, fotografije - Eike Freese – miks, mastering - Alexander Dietz – miks, mastering |